# 13700 Коннорс
13700 Коннорс (13700 Connors) — астероїд головного поясу, відкритий 26 червня 1998 року.
Тіссеранів параметр щодо Юпітера — 3,630.